# Кривенко, Федосий Пимонович
Федосий Пимонович Кривенко (1920—1981) — советский офицер, танкист, участник Великой Отечественной войны, Герой Советского Союза (1944). Гвардии лейтенант.
Особенно отличился во время Великой Отечественной войны в конце марта 1944 года в качестве командира танка 45-й гвардейской танковой бригады (11-й гвардейский танковый корпус, 1-я танковая армия, 1-й Украинский фронт) при форсировании рек Днестр и Прут. 27 марта гвардии младший лейтенант Ф. П. Кривенко в составе группы первым преодолел Днестр в районе села Устечко (Тернопольская область), а на следующий день форсировал реку Прут. В течение трёх суток танкисты удерживали город Сторожинец, чем способствовали овладению частями РККА городом и станцией Черновцы.

## Биография
Федосий Кривенко родился 9 апреля 1920 года в селе Слободка ныне Миргородского района Полтавской области Украины в семье крестьянина. Украинец. Окончил 5 классов сельской школы в 1933 году.
В 1937 году с родителями переехал в деревню Новая Украинка (ныне посёлок Новоукраинский) Чесменского района Челябинской области. Работал дежурным по станции Чегалок Карталинского горсовета Челябинской области.
В РККА с 1940 года. Участник Великой Отечественной войны с июня 1941 года. В 1943 году окончил Саратовское танковое училище.
27 марта 1944 года командир танка 45-й гвардейской танковой бригады (11-й гвардейский танковый корпус, 1-я танковая армия, 1-й Украинский фронт) гвардии младший лейтенант Ф. П. Кривенко действовал в составе танковой роты (командир — гвардии старший лейтенант Г. П. Корюкин). Экипаж танка: механик-водитель гвардии младший сержант Артюхов, командир орудия гвардии сержант Старовойтов и радист Глиненко. Три танка группы в этот день в районе села Устечко (Залещицкий район Тернопольской области, УССР) первыми форсировали реку Днестр, а 28 марта реку Прут. Затем они углубились в тыл противника на 25 км и в 14:00 с боем заняли город Сторожинец, где разгромили вражеский гарнизон и перерезали коммуникации противника. В течение трёх суток танкисты удерживали город Сторожинец, чем способствовали овладению городом и станцией Черновцы. На боевом счету передовой группы — один уничтоженный танк «Пантера», один танк PzKpfw IV, два танка PzKpfw III, 5 орудий, 30 автомашин и 70 солдат и офицеров. Также были захвачены трофеи: 70 автомашин, 15 мотоциклов, 20 прицепов, склад с горючим и эшелон (35 вагонов и паровоз), а 20 солдат были взяты в плен.
Указом Президиума Верховного Совета СССР от 26 апреля 1944 года «за мужество, отвагу и героизм, проявленные в борьбе с немецко-фашистскими захватчиками» гвардии лейтенанту Кривенко Федосию Пимоновичу было присвоено звание Героя Советского Союза с вручением ордена Ленина и медали «Золотая Звезда». Также звания Героя Советского Союза были удостоены командир танковой роты гвардии старший лейтенант Г. П. Корюкин и командир танка гвардии младший лейтенант М. В. Чугунин, также участвовавшие в этом рейде.
Член ВКП(б)/КПСС с 1944 года. Принимал участие в боях за взятие Варшавы, Познани, рейде на Гдыню, а также в Берлинской операции.
Командир танкового взвода Т-34-85 6-го отдельного мотоциклетного полка 1-й гвардейской танковой армии лейтенант Ф. П. Кривенко отличился в боях с 14 по 20 января 1945 года, проводя разведывательный танковый рейд в тылу противника. Во время рейда он разгромил отступающие немецкие части и обходным манёвром с севера ворвался в населённый пункт Кльеув, где обратил в панику и бегство численно превосходящие подразделения противника. Преследуя отступающего противника, экипаж Ф. П. Кривенко уничтожил две батареи орудий, конный обоз (38 повозок), а также захватил три колёсные автомашины и взял в плен свыше 60-ти немецких солдат. 20 января, отражая внезапную контратаку противника, подбил два самоходных орудия, разбил 6 автомашин с военными грузами и захватил 6 миномётов и две 76-мм пушки противника. За этот эпизод был представлен командиром танковой роты к ордену Красного Знамени, однако был награждён орденом Отечественной войны II степени (23 февраля 1945).
В 1945 году окончил Ленинградскую высшую бронетанковую школу. С 1946 лейтенант Ф. П. Кривенко в запасе. Жил в Челябинске, работал на Челябинском тракторном заводе.
Умер 4 мая 1981 года. Похоронен в Челябинске на Лесном кладбище, рядом с памятником Скорбящей матери (по другим данным — в посёлке Полетаево Сосновского района Челябинской области).

## Награды и звания
Советские государственные награды и звания:
- Герой Советского Союза (26 апреля 1944)[4];
- орден Ленина (26 апреля 1944);
- орден Отечественной войны II степени (23 февраля 1945)[5];
- медали.

## Память

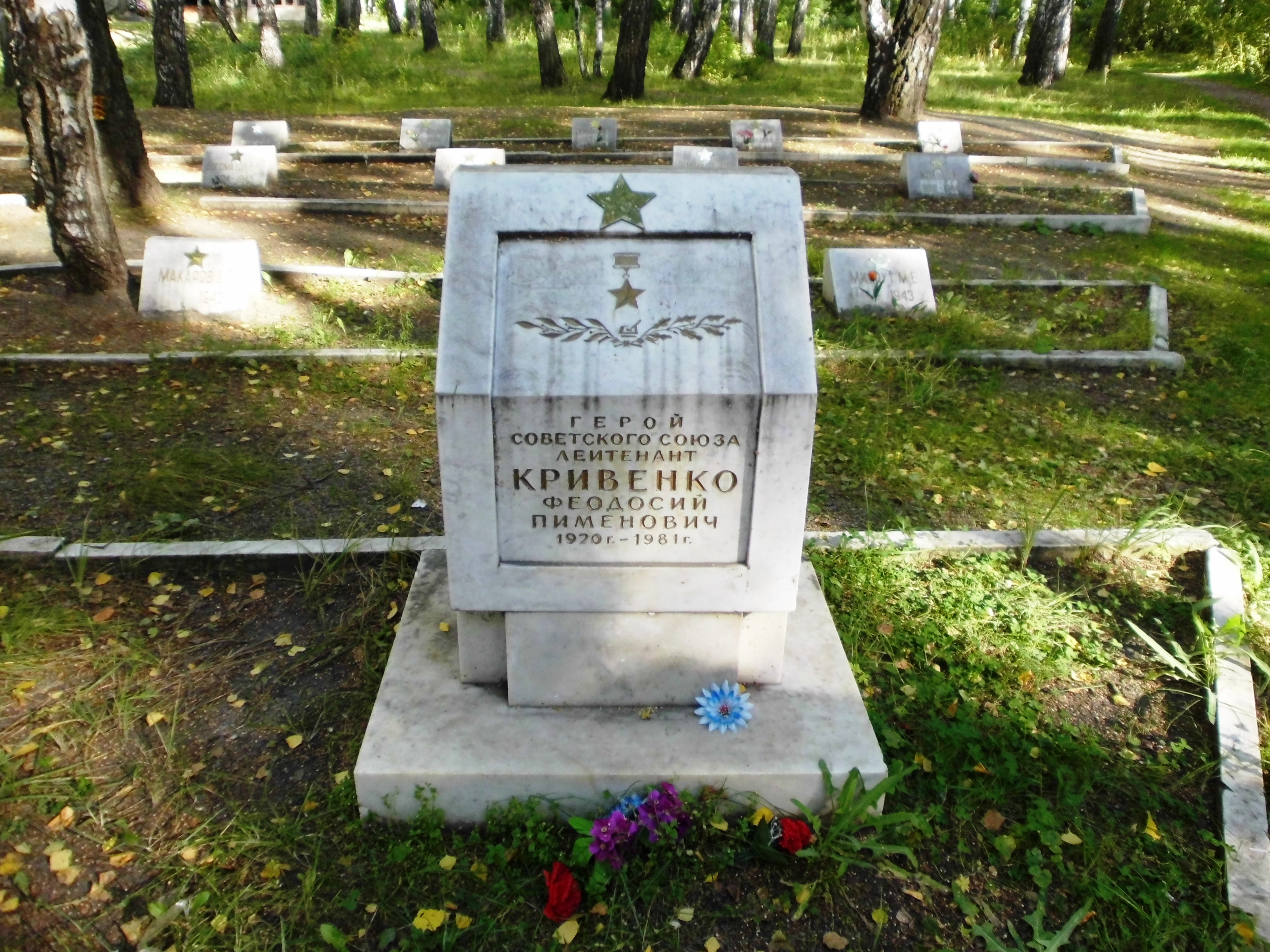
Надгробие на братской могиле на Лесном кладбище города Челябинска

Его имя носят улица в селе Чесма и общеобразовательная школа в посёлке Новоукраинский Чесменского района Челябинской области.

### Сноски
1. ↑  Ныне Миргородский район Полтавской области.
2. ↑  Такой вариант ФИО указан в следующих в источниках:
  - в наградном листе с представлением к званию Героя Советского Союза в электронном банке документов «Подвиг народа».,
  - в соответствующем Указе Президиума Верховного Совета СССР от 26 апреля 1944. Дата обращения: 26 февраля 2012. Архивировано 2 апреля 2015 года. (Газета «Правда» за 27 апреля 1944 года № 101/9558)
  - и в книге Герои Советского Союза: Краткий биографический словарь. — М.: Воениздат.

Однако встречаются также и другие варианты написания:
  - Федосий Пименович Кривенко —
    - Гетман А. Л. [militera.lib.ru/h/getman_al/14.html Приложение 1. Воины корпуса — Герои Советского Союза] / Танки идут на Берлин. — М.: Наука, 1973;
    - в Приказе войскам 1-й гвардейской танковой армии № 011/Н от 23 февраля 1945 года. Дата обращения: 26 февраля 2012. Архивировано 2 апреля 2015 года.;
    - на сайте «Герои Страны» Архивная копия от 5 октября 2013 на Wayback Machine.

  - Феодосий Пименович Кривенко —
    - на надгробном памятнике Архивная копия от 6 октября 2013 на Wayback Machine в Челябинске на Лесном кладбище;
    - в наградном листе с представлением к ордену Красного Знамени. Дата обращения: 26 февраля 2012. Архивировано 2 апреля 2015 года.;
    - в очерке: Ушаков А. Кривенко Феодосий Пименович // Во имя Родины. Рассказы о челябинцах — Героях и дважды Героях Советского Союза. — Челябинск, 1985. Архивировано 1 ноября 2014 года. Архивированная копия. Дата обращения: 26 февраля 2012. Архивировано 1 ноября 2014 года.

  - Федосей Пимонович Кривенко — А. Х. Бабаджанян, Н. К. Попель, М. А. Шалин, И. М. Кравченко. Герои Советского Союза воины 1-й Гвардейской танковой армии Архивная копия от 6 апреля 2010 на Wayback Machine / Люки открыли в Берлине. М.: Воениздат, 1973.